# Justin Ahomadegbé-Tomêtin
Justin Ahomadegbé-Tomêtin (Abomey (Dahomey), 16 januari 1917 – Cotonou (Benin), 8 maart 2002) was een Beninees politicus. Hij was het meest actief toen het land nog de naam Dahomey droeg. Hij was van 1959 tot 1960 voorzitter van het parlement en in 1972 president van Benin.

## Eerste jaren
Ahomadegbé-Tomêtin werd geboren als een directe afstammeling van de koningen van Abomey. Hij studeerde medicijnen aan de École William Ponty in Dakar. Daarna diende hij korte tijd in het Franse leger en bereikte de rang van sergeant. Na het leger begon hij een eigen tandartspraktijk in Porto-Novo.
Mede door zijn koninklijke achtergrond genoot Ahomadegbé-Tomêtin een zekere populariteit. Daardoor wist hij gekozen te worden in de volksraad van Dahomey. Hij groeide uit tot een van de critici van het Franse koloniale bewind en won aan invloed door samen te werken met de vakbonden. In november 1956 slaagde Ahomadegbé-Tomêtin erin gekozen te worden als burgemeester van Abomey.
Bij de territoriale verkiezingen in 1959 werd de partij van Ahomadegbé-Tomêtin, genaamd Dahomey Democratische Unie, de derde partij. De verkiezingen werden gewonnen door het PRD van  Sourou-Migan Apithy, gevolgd door de RDD Van Hubert Maga. Naar aanleiding van de verkiezingsuitslag gingen aanhangers van Ahomadegbé-Tomêtin de straat open begonnen rellen te schoppen. Franse soldaten moesten ingrijpen om te voorkomen dat het uit de hand liep.  Ahomadegbé-Tomêtin ging niet akkoord met de aanstelling van Apithy als president en daarom werd Maga benoemd.

## Onafhankelijkheid van Benin
Op 1 augustus 1960 werd Dahomey onafhankelijk en Maga werd de eerste president van het land. De drie politici spraken af dat de kandidaat die de verkiezingen won alle regeringsposities mocht vervullen. Het duurde echter niet lang voordat Ahomadégbé-Tomêtin uit het pact stapte en het ongenoegen onder de burgers vanwege de hoge werkloosheid gebruikte om aan te zetten tot demonstraties tegen de regering. Samen met de vakbonden organiseerde Ahomadégbé-Tomêtin  een grote staking in de steden Porto Novo en Cotonou. De regering zette traangas in tegen de stakers. In het parlement haalde een motie van afkeuring tegen Maga het niet, omdat Apithy weigerde deze te steunen. Daarop begonnen leden van de partij van Ahomadégbé-Tomêtin  te vluchten en de staking werd beëindigd. In reactie op de onrust fuseerden de partijen van Maga en Apithy. Zij vormden de Democratische Unie van Dahomey (UDD).
Op 26 mei 1961 lichtte Albert Teveodiré, minister van Informatie, premier Maga in dat Ahomadégbé-Tomêtin een moordpoging tegen hem beraadde. Daarom werd deze met 11 dissidenten gearresteerd en ontving 5 jaar gevangenisstraf vanwege samenzwering. In november 1962 werd hij echter weer vrijgelaten. Maga stelde dat dat niet alleen was vanwege goed gedrag, maar ook omdat hij zich wilde verzoenen met zijn vroegere vijanden.
In januari 1962 vond de vergiftiging plaats van Dessou, een ambtenaar van de Sakete-stam. Christophe Bokhiri werd van de moord verdacht nadat vrienden van hem in het parlement hadden gepleit voor zijn vrijlating. Naar aanleiding van de vrijlating braken raciale rellen uit. Ook de vakbonden raakten betrokken bij de rellen. Zij waren ontevreden met Maga omdat die verantwoordelijk was voor een loonsverlaging. Na twee dagen van protesten werd Bokhiri weer opgesloten. Maga riep echter ook de noodtoestand uit en vormde ene tijdelijke regering met Apithy en Ahomadégbé-Tomêtin. Op 28 oktober nam Christophe Soglo, hoofd van het leger, de macht over om een burgeroorlog te voorkomen. Maga trad af en Apithy en Ahomadegbé-Tomêtin werden aangesteld als respectievelijk president en premier. Zij richtten de Parti démocratique dahoméen op. Op 29 november werden zij weer afgezet omdat Tahirou Congacou een gewapende staatsgreep pleegde.

## Totstandkoming Presidentiële raad
Op 10 december 1969 werd president Emile Derlin Zinsou afgezet door Maurice Kouandété, maar deze werd niet erkend door het leger. Daarom werd Paul Emile de Souza aangesteld als tijdelijke voorzitter van het gevestigde militaire directorium en dus staatshoofd. De daarop volgende verkiezingen mondde weer uit in ene strijd tussen Maga, Apithy en Ahomadégbé-Tomêtin. De verkiezingen werden gewonnen door Maga, maar omdat ze gepaard gingen met geweld en fraude weigerde De Souza deze te erkennen. Maga weigerde zijn verlies toe te geven en vormde een eigen regering en dreigde met afsplitsing. Apithy stelde juist dat hij zijn achterban – en het gebied waar zij woonden – zich zouden afsplitsen en bij Nigeria voegen. Zinsou erkende zijn verlies juist en trad op als bemiddelaar.
Als compromis werd er een Presidentiële Raad gevormd, bestaande uit Maga, Ahomadégbé-Tomêtin en Apithy. Het presidentschap zou elke twee jaar tussen hen rouleren. Een ieder moest erkennen geen militaire middelen te gebruiken om hun zittingstermijn te verlengen. De regering werd gevormd uit vier aanhangers van Maga, en drie elk van  Ahomadégbé-Tomêtin en Apithy. Magas' economische beleid zorgde ervoor dat de kritiek van de vakbonden verstomde. De economie draaide goed en de leiders van het land profiteerde hier ook persoonlijk – in financiële zin - van. Wel kreeg de regering te maken met tegenstand uit het leger. Deze waren niet blij met de vorming van de Presidentiële Raad. Op 7 mei 1971 ontsnapte Ahomadégbé-Tomêtin aan een aanslag op zijn leven. Er is nooit bekend geworden wie achter de aanslag zat. Op 23 februari 1972 probeerde Kouandété nogmaals de macht te grijpen. De Souza verloor daarbij het leven. De coup mislukte echter.

## Periode als president
Op 7 mei 1972 droeg Maga de macht over van Ahomadégbé-Tomêtin. Dit was de eerste niet-gewelddadige  machtswisseling sinds het ontstaan van Benin. Op 12 mei werden de coupplegers veroordeeld. Kouandété en vier anderen kregen de doodstraf. Daarnaast werden er verschillende gevangenisstraffen uitgedeeld. De verschillende doodvonnissen werden echter nooit uitgevoerd.
Ahomadégbé-Tomêtin vormde een Nationale Raad van Advies met 30 leden die advies gaven met betrekking tot sociale, economische en andere onderwerpen. Een andere opvallende gebeurtenis waren geruchten rondom Pascal Chabi Kao die een monopolie had op het verkopen van overheidseigendom. Dit zou gepaard gaan met omkoping en verduistering. Ahomadégbé-Tomêtin probeerde hem te ontslaan, maar Maga – die de mentor was van Chabi Kao – wist dit met hulp van Apithy te voorkomen door een veto uit te spreken.
Op 26 oktober 1972 deden militairen een nieuwe couppoging. Deze slaagde en majoor Mathieu Kérékou werd geïnstalleerd als de nieuwe president. Als reden voor de coup werd de incompetentie van de regering genoemd. Maga, Ahomadégbé-Tomêtin en Apithy werden allen voor negen jaar na de gevangenis gestuurd, voordat zij in 1981 werden vrijgelaten door Kérékou.

## Laatste jaren
In 1991 werd Ahomadégbé-Tomêtin gekozen in het parlement. Hij bleef lid tot 1995. Hij bleef zijn partij PD leidden tot zijn dood op 8 maart 2002. Als laatste van het driemanschap kreeg hij een staatsbegrafenis. Ook werden er 7 dagen van nationale rouw afgekondigd.